# Sonny (film, 1922)
Pour les articles homonymes, voir Sonny.
Pour plus de détails, voir Fiche technique et Distribution.
Sonny est un film muet américain écrit et réalisé par Henry King, sorti en 1922.

## Synopsis
Deux hommes qui se ressemblent, Joe, le propriétaire d'une salle de billard, et "Sonny", le fils d'une riche aveugle, partent à la guerre en même temps. Ils se rencontrent et deviennent copains. Sonny est blessé et, avant de mourir, il fait promettre à Joe de prendre sa place afin d'épargner de la douleur à sa mère. Joe accepte, et continue même lorsqu'il tombe amoureux de la sœur de Sonny. Il est finalement découvert car la mère de Sonny réalise dans un rêve que son fils est mort, mais il est néanmoins chaudement accueilli par elle.

## Fiche technique
- Titre original : Sonny
- Réalisation : Henry King
- Scénario : Frances Marion, Henry King, d'après la pièce éponyme de George V. Hobart et Raymond Hubbell
- Direction artistique : Charles Osborne Seessel
- Photographie : Henry Cronjager
- Montage : Duncan Mansfield
- Production : Charles H. Duell
- Société de production : Inspiration Pictures
- Société de distribution : Associated First National Pictures
- Pays de production :  États-Unis
- Langue : anglais
- Format : Noir et blanc - 35 mm - 1,37:1 - Muet
- Genre : drame
- Durée : 70 minutes (7 bobines)
- Date de sortie :
  - États-Unis : 22 mai 1922
- Licence : Domaine public

## Distribution
- Richard Barthelmess : Charles "Sonny" Crosby et Joe
- Margaret Seddon : Mme Crosby
- Pauline Garon : Florence Crosby
- Lucy Fox : Madge Craig
- Herbert Grimwood : Harper Craig
- Patterson Dial : Alicia
- Fred Nicholls : Summers
- James Terbell : James
- Margaret Elizabeth Falconer : une des jumelles Crosby
- Virginia Magee : une des jumelles Crosby